# Vogézeki csata
A vogézeki csata vagy másik nevén tripstadti csata 1794. július 13-án zajlott le Franciaország keleti részén, a Vogézekben.

## Előzmények
1794. júliusában a Francia Köztársaság már két éve viselt hadat, és abban az időben a sorsa is drámaian megváltozott. A kezdeti kudarcok  után a forradalmi seregek talpra álltak, a háború megváltozott Franciaország javára, Lazare Carnot kinevezésével a Közjóléti Bizottság (Comité de salut public) hadügyi miniszterévé.  A hadkötelezettség vagy a tömeges behívás bevezetését követően a francia seregek létszáma mintegy 800 000-re növekedett. A frontvonalakon lévő csapatokkal együtt 1,4 és 1,6 millió katona állt fegyverben.  Ezek 13 fő harcmezőn küzdöttek.
A legnagyobb ezek közül a Rajnai-hadsereg, amely 1794. júliusában összesen mintegy 115.000 főből állt  Michaud tábornok vezetése alatt. Ez a hadsereg a Rajna mentén került bevetésre  mintegy 70 kilométer hosszú frontvonalon a kb. 70 000 főből álló, Möllendorf porosz tábornok vezette szövetséges (porosz-osztrák-szász)sereg ellen, amely erős védállásokat épített ki a hegyes terepen. A szövetségesek vonalának közepén Trippstadt városa állt.

## A csata
Július 2-án Michaud  támadást indított végig az egész fronton.  A francia hadsereget mindenütt megállították, kivéve a jobb szárnyon, ahol a fiatal hadosztály parancsnok, Louis Desaix sikeresen nyomta vissza a szövetséges szárnyat. De ez a balszárny elszigetelt maradt és Báden hercege valamint a későbbi waterloo-i hős, Blücher ellentámadással fordított a helyzeten, mintegy 1000 főnyi veszteséget szenvedve. A nap végére a seregek körülbelül ugyanolyan helyzetben voltak, mint a csata kezdetén.
Carnot parancsára Michaud második offenzívát indított július 13-án. A francia vonal jobb szárnyán Laurent de Gouvion-Saint-Cyr tábornok - a későbbi napóleoni marsall - elfoglalta Kaiserslautern falut támogatva Desaix divíziójának tüzérségét.  A centrumban Taponnier francia tábornok hadosztálya meghátrálásra kényszerítette von Hohenlohe herceg porosz hadtestét Tripstadtnál, míg a balszárnyon a francia előrenyomultak, hogy  megtörjék a szövetséges vonalat, ezzel lehetetlenné tették Kalckreuth tábornoknak, hogy segítsen Hohenlohének. Taponnier támadása Tripstadtnál bizonyult döntőnek, mert az osztrákok nem tudták támogatni a poroszokat.

## Következmények
Möllendorf tábornok elrendelte az erők átcsoportosítását a Rajnától keletre a július 13-14 virradó éjszakán, ezzel kivonva minden szövetséges erót a nyugati partról. A 16. Kalckreuth egység és Hohenlohe egyesült  Möllendorf hadseregének zömével, de nem próbálta menteni a helyzetet egészen szeptemberig, amikor Hohenlohe sikeresen rajtaütött Michaud hadseregének egy kisebb részén. Ezt a későbbi sikert azonban nem követte több, és mind a két fél megelégedettségre az erők helyzete nem változott a fronton.

## Fordítás
- Ez a szócikk részben vagy egészben  a   Battle of the Vosges című angol Wikipédia-szócikk fordításán alapul.  Az eredeti cikk szerkesztőit annak laptörténete sorolja fel. Ez a jelzés csupán a megfogalmazás eredetét és a szerzői jogokat jelzi, nem szolgál a cikkben szereplő információk forrásmegjelöléseként.